# Harry Klepetař
Harry Klepetař (auch Harry Erich Klepetař; 26. Juli 1906 in Brünn, Österreich-Ungarn – 19. März 1994 in New York) war ein tschechoslowakisch-US-amerikanischer, deutsch schreibender Journalist und Hochschullehrer jüdischer Herkunft.

## Leben
Harry Klepetař wurde in eine jüdische Familie geboren; er war ein Sohn des Fabrikanten Berthold Klepetař und der Henriette Loew. Er hatte einen Bruder. Seine Eltern wurden Opfer des Holocaust. Klepetař studierte ab 1924 Jura an der Deutschen Karlsuniversität in Prag (Promotion 1929). Zwischen 1927 und 1939 arbeitete er als politischer Redakteur des Prager Tagblattes. 
Im Jahre 1940 emigrierte er nach Schanghai. 1943–1945 wurde er interniert. 1947 heiratete er die medizinische Assistentin Eva Tanzer, sie hatten einen Sohn. Im Jahre 1949 gingen sie in die Vereinigten Staaten. Dort arbeitete er von 1950 bis 1955 im Verlag Frederick A. Praeger. Von 1955 bis 1974 war er Sachbearbeiter bei der United Restitution Organization. Seit 1974 lehrte er als Dozent für deutsche Sprache, Geschichte und Literatur an der New School for Social Research in New York. 

## Schriften
- Der Sprachenkampf in den Sudetenländern. Strache, Prag u. a. 1930.
- Seit 1918 ... eine Geschichte der Tschechoslowakischen Republik. Kittls, Maehrisch-Ostrau 1937.